# 奈良県道172号大保邑地線
奈良県道172号大保邑地線（ならけんどう172ごう おおぼおおじせん）は、奈良県奈良市を通る一般県道である。

## 概要
奈良市大保町から奈良市北野山町に至る。

### 路線データ
- 起点：奈良市大保町（国道369号交点）
- 終点：奈良市北野山町（奈良県道25号月瀬針線交点）
- 総延長：2.8 km

## 歴史
- 1966年（昭和41年） - 認定。

## 地理

### 通過する自治体
- 奈良県
  - 奈良市

### 交差する道路
| 交差する道路         | 交差する場所 | 交差する場所 |
| -------------------- | ------------ | ------------ |
| 国道369号            | 大保町       | 起点         |
| 奈良県道25号月瀬針線 | 北野山町     | 終点         |

### 沿線
- 丹生神社
- 布目ダム